# ジョー・プライス
ジョー・D・プライス （Joe D. Price、1929年10月20日 - 2023年4月13日）は、江戸時代の日本絵画を対象にするアメリカ合衆国の美術蒐集家。財団心遠館館長。京都嵯峨芸術大学芸術研究科客員教授。
1953年にニューヨークの古美術店で伊藤若冲『葡萄図』に出会って以来、日本語を解さないながら自らの審美眼を頼りに蒐集を続け、世界でも有数の日本絵画コレクションを築いた。収集した作品は伊藤若冲を中心に当時日本であまり人気のない作者のものが多かったが、次第に日本で逆輸入的に評価されていった。葛蛇玉のように、ほとんど無名だった者もある。
ロサンゼルス郊外に鑑賞室などを併設した豪邸を構える。全コレクション約600点のうち1980年以前に購入した約190点をロサンゼルス・カウンティ美術館（ロサンゼルス郡立美術館、en:Los Angeles County Museum of Art）の日本館 (en:Pavilion for Japanese Art) に寄託し、残りの約400点を自宅の心遠館に所蔵していたが、それらのうち約190点が2019年に出光美術館に売却されている。

## 経歴

### 少年時代
ジョー・プライスは1929年10月20日、アメリカ合衆国オクラホマ州の農牧村バートルズビル (en:Bartlesville, Oklahoma) の溶接工ハロルド・チャールズ・プライスと妻メアリー・ルー・パターソン・プライスとの間に次男として生まれた。ただし、当時のトルズビルには満足な出産設備がなく、出生地は最寄りの都市タルサである。幼少時は父に厳格に育てられ、吃音を持っていたが、田舎のおおらかな気風のため、周囲との問題は生じなかったという。少年時には第二次世界大戦があり、日米も開戦したが、日本は何らかの感情を持つには遠すぎる国だったという。10代の時、母は乗用馬育成のため農場を購入し、高校時代はそこで野菜を栽培することを趣味とした。
戦後父が設立したH・C・プライス社がパイプラインの建造で急成長を遂げ、プライス家は莫大な資産を築いた。将来は兄ハロルド・プライス・ジュニアと共に会社を継ぐことが自然と決まっていた。

### 大学在籍時
兄は将来会社の経営を担うためオクラホマ大学経済学部で経営学を学んでおり、1947年、エンジニアになるためジョー・プライスは同大学工学部機械工学科に進んだ。
一年目は勉学に励み首席をとり、リンホフテヒニカを買い与えられた。しかし、二年目からは写真撮影に夢中になり、機械工学にも興味を失った。撮影した写真が同大学で建築学を教えていたブルース・ゴフ （Bruce Goff ）の目に止まり、知り合った。四年次にはゴフの授業に招かれたフランク・ロイド・ライトとも知り合った。ライトは自然の美を建築によって引き出す有機的建築を旨とし、「Godを大文字で始めるように、Natureも大文字で始める」思想を標榜しており、プライスはライトからその自然観について多大な影響を受けた。
入学して一年目、父の会社で最初の仕事に従事し、カリフォルニア州ブライス・リバーサイド間の砂漠に敷設されたパイプライン、ビッゲスト・インチ (The Biggest Inch) のストリンガビードをアイスピックと金鋸刃で清掃した。
1952年の卒業2ヶ月前、ブルース・ゴフが建築する計画だった礼拝堂が他者の手に渡ることになり、憤慨して実家に戻った。学長により卒業資格は与えられた。

### 若冲との出会い
卒業直前、父が本社ビルの建設を計画したため、建築家にフランク・ロイド・ライトを紹介し、プライス・タワー（Price Tower ）の建築が計画された。卒業後、プライスは会社とライトの仲介役を務めることとなった。当時ライトはニューヨークグッゲンハイム美術館の設計のため同市プラザホテルに滞在しており、そのためプライスはニューヨークを頻繁に訪れた。
1953年、ライトを美術館からホテルに送り迎える途中、ライトに連れられマディソン街65丁目の東洋古美術商ジョセフ・瀬尾を訪れた。ライトは大正時代に帝国ホテルを設計するなど日本と縁があり、浮世絵の蒐集家でもあった。プライスはそこで伊藤若冲による掛軸『葡萄図』に心を惹かれる。卒業祝いとしてメルセデス・ベンツ・300SLの購入資金を所持していた彼は、ホテルに行った後、店に戻り、作品の背景も知らないまま購入した。掛軸が絵画であるという認識すらなかったという。1950年代までに同店で狩野元信『老松小禽図・蝦蟇鉄拐図屏風』、鈴木其一『群舞図』、通女『見返り美人図』などを購入したが、作者や由来については全く関心がなかったという。
1960年代にはコレクションは30点程になった。カンザス大学の中国美術研究家清水義明がプライスの蒐集を聞きつけて訪問し、蒐集品が日本の江戸時代のものに偏っていることを告げられ、初めて作品の由来を意識するようになった。ゴフを尋ねると、大正時代の目録『御物若冲動植綵絵精影』を見せられた。若冲に興味を持ったプライスは、瀬尾商店で若冲の名を出すと、最初に購入した『葡萄図』が若冲の作品であることを知らされた。
1956年、自宅に心遠館 (The House of the Far Away Heart) と称する住居兼スタジオを構えた。若冲の堂号心遠堂より採ったもので、奇抜なデザインで話題になった。設計はライトの弟子ブルース・ゴフで、プライスとは大学の同窓で、在籍時に学生部長を務めていた。

### 日本訪問
父の会社では、自らは現場責任者としてメリーランド州・モンタナ州のミサイル基地とワシントンD.C.間のケーブルや、中東での石油パイプラインの敷設と世界を飛び回り、インドで黄疸に罹ったこともあった。多忙な生活に気晴らしを得るため、1956年は空路でタヒチを訪れた。
1960年、スクーナーを購入して放浪者号 (The Wanderer) と名付け、サンフランシスコの船乗りを雇い、サウサリートからポリネシアに向けて出航、マルキーズ諸島、ランギロア環礁、トゥアモトゥ諸島などを経由して36日をかけてタヒチに至り、長く滞在した。
1963年、ビザの期限が切れ、船も出港停止になったため空路でハワイ経由で訪日した。海事弁護士マイケル・ブラウンの紹介で2人のアメリカ人と知り合い、瀬戸内海を経由して大分県別府市まで行った後、彼らの兄弟に会うためタクシーで山陰経由で京都市を訪れた。
2人と別れた後、寺院や美術館を巡るためガイドを探し、後に妻となる悦子を紹介された。京都滞在中は山中商会や柳孝、細身良等から作品を購入した。細身良から酒井抱一『月に秋草図屏風』を購入する際、日本人の代理人による小切手の横領によって代金未支払いとなったことから日本古美術商の間で悪評が立ってしまい、その疑いが晴れるまで購入を拒絶された。
1964年にも東京オリンピックを観戦するため、母、兄嫁、フィリップス石油 (en:Phillips Petroleum Company) を経営するフィリップス家と連れ立って東京を訪れ、悦子も通訳として呼び寄せた。悦子とは1966年に結婚した。
その頃日本の美術史研究者の間でも、優品を国外に持ち出すアメリカ人がいることが知られるようになった。若冲『紫陽花双鶏図』『雪中鴛鴦図』が売約されると、東京大学大学院美術史学科の学生だった辻惟雄は日本で二度と見られなくなることを危惧し、これを借り受け、西洋美術史吉川逸治の授業で紹介し、これを小林忠、河野元昭も見た。
1966年頃、京都の古美術商石泉の水谷石之祐から東京国立文化財研究所（現東京文化財研究所）の辻惟雄を尋ね、1972年自宅に招待した。絵画蒐集のため日本も度々訪れ、日本の美術史研究者辻惟雄や小林忠とも知り合った。
1970年、京都国立博物館白畑よしの斡旋で、京都御所の秋の曝涼で『動植綵絵』を実見し、涙を流した。同年には辻惟雄が『奇想の系譜』にて伊藤若冲、長沢蘆雪、曾我蕭白などの江戸時代の絵師を「奇想」として称揚し、1971年には東京国立博物館で若冲展が開かれるなど、プライスの収集する作品が日本でも認められるようになり始めた。

### ロサンゼルス郡立美術館との関係

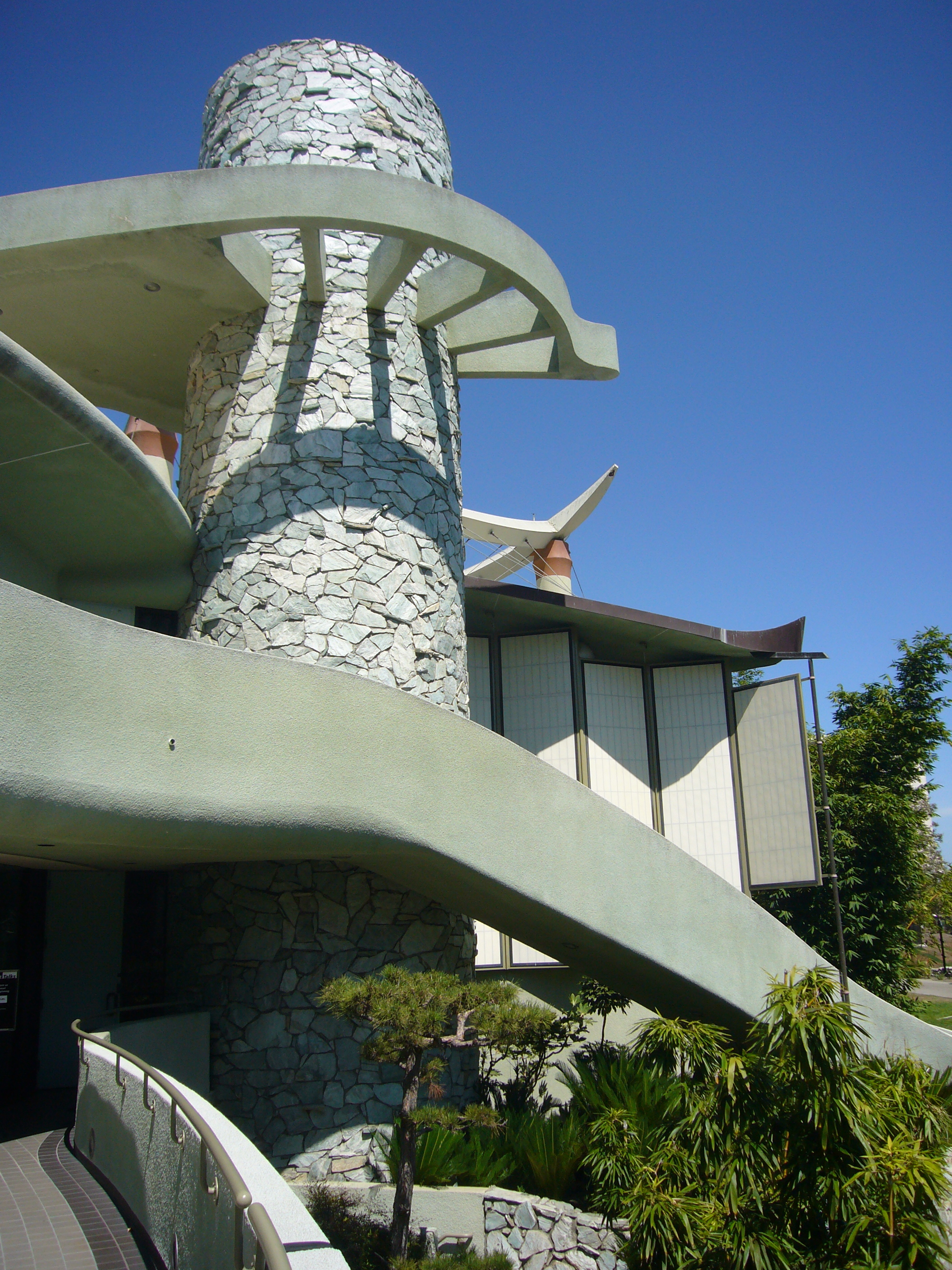
ロサンゼルス郡立美術館日本館

かねてより自ら所蔵する作品を世に広めたいと願っていた夫婦は、大学か美術館にコレクションを寄贈し、自らの意向に沿う専用の展示館を建設することを考えた。ハーバード大学、スタンフォード大学、プリンストン大学、サンディエゴ三景園 (en:Japanese Friendship Garden (Balboa Park)) などを当たり、最終的にロサンゼルス・カウンティ美術館 (ロサンゼルス郡立美術館、en:Los Angeles County Museum of Art) から肯定的回答を得た。
1988年、自己資金500万ドル、日本企業からの寄付400万ドル、篤志家からの寄付400万ドルの計1300万ドルの建設費をかけて日本館 (en:Pavilion for Japanese Art) を新設させた。設計は、1982年ゴフが死去したため、弟子のバート・プリンス (Bart Prince) が引き継いだ。当初はコレクション約600点を寄託して研究施設も併設する予定だったが、郡立美術館からコレクションを手荒に扱われたり、運営からプライス夫妻を締め出すような動きが見られたり、妻への人種偏見的な噂話をたてられたことから、約400点を自己管理のもとに引き揚げた上で約200点だけを施設維持のために日本館に残し、自宅に研究施設を設置した。

### 日本での認知
2000年、京都国立博物館で若冲の企画展「若冲、こんな絵かきが日本にいた」が開催され、プライスの名前が一般にも知られるようになった。
蒐集を始めてちょうど半世紀を迎えた2003年、大規模な展覧会を催そうと考えていた。東京国立博物館田沢裕賀が賛同し、行うことになった。葛飾北斎展が割り込んだ影響で2006年にずれ込んだが、日本経済新聞社主催で「若冲と江戸絵画」の東京国立博物館、京都国立近代美術館、九州国立博物館、愛知県美術館の4箇所で開催した。「江戸時代には自然光が入る屋内で見ていた。画家もそれを計算して描いたはず」と考えていたプライスは、東京国立博物館で開催された展覧会において、館内照明の一画を自然光の時間変化に近づけさせた。
2007年4月、京都嵯峨芸術大学大学院芸術研究科客員教授に就任した。
日本への里帰しは2006年で最後と決めていたが、2011年の東日本大震災を受け、東北地方での巡業を決めた。2013年に仙台市博物館、岩手県立美術館、福島県立美術館で東日本大震災復興支援特別展「若冲が来てくれました―プライスコレクション　江戸絵画の美と生命―」を開催した。4月25日には天皇・皇后にお茶に招かれた。
2017年2月7日、学校法人城西大学が創設した、第1回水田三喜男国際記念賞を受賞。

### 死去
2023年4月13日、老衰のためロサンゼルス郊外の自宅で死去。93歳没。なお、妻のエツコ（悦子）・プライスは同年8月19日に84歳で死去した。

## コレクション
- 1980年以前の蒐集品約200点はロサンゼルス郡立美術館に寄贈され、それ以降のもののうち約200点は自宅心遠館の所蔵、190点は出光美術館に売却されている。当初心遠館コレクションと称していたが、ロサンゼルスでは本名を出さないことに疚しい点があると受け取る文化があり、エツコ&ジョー・プライス・コレクション (Joe & Etsuko Price Collection) と称するようなった。
- 2017年時点で、プライスは自身の高齢のためコレクションの一部をまとめて日本に戻すことを希望していたが[15]、2019年6月24日に出光美術館がクリスティーズの山口桂との交渉の末、同社のプライベートセールを通じて、コレクションのうち「鳥獣花木図屏風」や円山応挙の「虎図」を含んだ190点を購入したことを発表した。購入額は非公表である[3][16]。

## 居宅
- 1966年、オクラホマにブルース・ゴフの設計で六角形の特徴ある建物を建て、若冲の堂号に因み心遠館（旧心遠館）と名付けた。池のある陳列室を設けた。旧心遠館からは1983年に退居し、建築的価値からオクラホマ大学の手に渡ったが、1996年に放火により全焼した。
- ロサンゼルス郡立美術館に日本館を設置する関係で、1983年よりサンフランシスコ郊外タホ湖畔に住んだ後、1988年の日本館完成の数年後、ニューポートビーチの高級住宅街コロナ・デル・マー (en:Corona del Mar, Newport Beach) に日本館と同じくゴフの弟子のバート・プリンスの設計で新心遠館を建設して新居とする。この自宅には浴室のタイルに伊藤若冲『鳥獣花木図屏風』が描かれている。
- 2006年、学部時代に小林忠に学んだ彬子女王がプライス邸を訪れている[17]。

## 家族
- 父ハロルド・チャールズ・プライス (Harold Charles Price) は、1888年ワシントンD.C.に生まれ、1912年コロラド鉱山大学を卒業、バートルズビルの溶接工場に就職するも、1929年世界恐慌により会社が倒産し、自ら工場を立ち上げた。1937年頃に石油パイプラインの製造に関わった。第二次世界大戦中はリバティ船等船舶の建造に携わり、戦後H・C・プライス社 (H.C. Price Company) を設立、石油パイプライン製造にスポット溶接を導入する事業で財を成した。1980年孫のハロルド・プライス三世は会社を売却してプライス家は会社経営から手を引いた。現在は合併してプライス・グレゴリー (Price Gregory) となっている[18]。
- 母メアリー・ルーは、オクラホマ州の農家に生まれ、オクラホマ大学を卒業後、バートルズビルで英語を教え、1926年結婚した。アメリカ先住民族の血が16分の一入っている。
- 妻エツコ・ヨシモチ・プライス (Etsuko Yoshimochi Price) は 、2月6日鳥取県の旧家に生まれ、京都で歯科助手をしていた。家族からの見合い話を拒否したが通訳として紹介され、1966年結婚した。夫の蒐集を助けるため、学習院大学大学院で小林忠に美術史を学んだ。2006年には夫ジョーと共に国際交流基金賞を受賞。ジョーが逝去してから4カ月後の2023年8月19日、カリフォルニア州の自宅で84歳で死去した[19]。
- 長女のシノブ・プライス (Shinobu M Price) はカリフォルニア大学ロサンゼルス校世界芸術文化学部を卒業、世界を旅行し写真を撮影している[20]。
- 次女のサチ・プライス・パーキンズ (Sachi Price Perkins) は、当初美術には興味がなかったが、映画『グラディエーター』を見て古典に興味を持ち、同校文学科学部を卒業、2004年よりプライス・コレクションの学芸員を務めている[21]。
- バートルズビルでは番犬としてグレート・デーンを飼い、神風と名付けていた[4]。

## 受賞
- 国際交流基金賞（2006年、国際交流基金主催）[22]
- 京都府文化賞特別功労賞（2015年、京都府主催）[22]
- 水田三喜男記念国際賞（2017年、城西大学主催）[22]

## 出演
- 2001年12月11日 - NHKハイビジョンスペシャル「神の手をもつ絵師 若冲」[23]
- 2006年12月24日 - NHK Weekend Japanology「伊藤若冲と江戸絵画」
- 2011年9月12-26日 - NHK極上美の饗宴「シリーズ アメリカ・秘蔵の江戸名画」[24]
- 2013年4月2日 - BS日テレぶらぶら美術・博物館「東日本大震災復興支援 特別展「若冲が来てくれました」～プライスコレクション 江戸絵画の美と生命～」[25]
- 2013年4月13日 - TV東京美の巨人たち「伊藤若冲 「鳥獣花木図屏風」」[26]
- 2013年4月21日 - NHK日曜美術館「東北に届け　生命の美　～アメリカ人コレクター　復興への願い～」[27]
- 2013年6月3日 - IBCテレビいわて希望の一歩「若冲が来てくれました～プライスコレクション江戸絵画の美と生命～」[28]
- 2013年8月1日 - NHKクローズアップ現代「生命（いのち）の色を被災地へ ～若冲・奇跡の江戸絵画～」[29]